# William Bissell
Pour les articles homonymes, voir Bissell.
William Henry Bissell né le 25 avril 1811 à Hartwick et décédé le 18 mars 1860 à Springfield, était un homme politique américain qui fut le premier gouverneur républicain de l'Illinois. 

## Biographie

### Représentant des États-Unis
Le 7 novembre 1848, William Bissell est élu représentant du premier district de l'Illinois à la chambre des représentants des États-Unis avec 97,74 % des voix, il sera réélu deux ans plus tard sans opposition.
Le 2 novembre 1852, William Bissell est élu cette fois représentant du huitième district de l'Illinois à la chambre des représentants des États-Unis. Candidat sous l'étiquette « Indépendant démocrate » il obtient 38.36 % des voix face à Joseph Gillespie du parti whig (31,39 %) et Philip Bond Fouke du parti démocrate (30,26 %). Bissell siégera deux ans et ne se représentera pas en 1854.

### Gouverneur de l'Illinois
Le 4 novembre 1856, Bissell est élu avec 46,97 % des voix gouverneur de l'Illinois, face au candidat démocrate William Alexander Richardson (44,99 %) et à Buckner Stithe Morris (8,04 %). Bissell est le premier républicain a devenir gouverneur de l'Illinois.
Il s'est éteint le 18 mars 1860. Il sera inhumé au cimetière Oak Ridge de Springfield.